# Alice Roberts
Alice May Roberts (Bristol, 19 mei 1973) is een Engels anatoom, fysisch antropoloog, paleopatholoog, schrijver en televisiepresentator. Sinds 2012 is ze aan de Universiteit van Birmingham verbonden als hoogleraar Public Engagement in Science.

## Biografie
Roberts werd in 1973 geboren als dochter van een luchtvaartingenieur en een lerares Engels. Ze ging naar school in Westbury-on-Trym en studeerde geneeskunde aan de Cardiff-universiteit. In 1997 studeerde ze af als arts, met een nevengraad in de anatomie. Na haar afstuderen werkte Roberts achttien maanden als arts voor de National Health Service (NHS), waarna ze een aanstelling in de anatomie kreeg bij de Universiteit van Bristol. Terwijl ze parttime werkte, verrichtte Roberts onderzoek in de paleopathologie, noodzakelijk voor haar promotie, en in 2008 behaalde ze haar PhD.
Aansluitend was Roberts als 'Senior Teaching Fellow' verbonden aan de Universiteit van Bristol, waar ze klinische anatomie, fysische antropologie en embryologie doceerde. Ondertussen verrichtte ze onderzoek in de osteoarcheologie en de paleopathologie. In 2009 gaf ze aan te streven naar een hoogleraarschap in de anatomie. In 2012 werd ze aan de Universiteit van Birmingham benoemd tot hoogleraar, met als vakgebied het bij de wetenschap betrekken van het grote publiek. Daarnaast is Roberts als Directeur Anatomie verbonden aan een opleidingsinstituut van de NHS.

## Televisie
In 2001 trad Roberts voor het eerst als deskundige op in het archeologieprogramma Time Team. Sindsdien verscheen ze vele malen in het programma, als specialist op het gebied van menselijke beenderen. Daarna trad ze regelmatig als deskundig presentator op in het geografie- en milieuprogramma Coast van de BBC en in 2007 was ze de presentator van het anatomie- en gezondheidsprogramma Dr Alice Roberts: Don't Die Young.
In 2010 deed Roberts de presentatie van het zesdelige archeologieprogramma Digging for Britain, gevolgd door de serie Origins of Us in 2011, over de manier waarop het menselijk lichaam in zeven miljoen jaar evolueerde. In 2015 presenteerde ze samen met Neil Oliver bij de BBC het driedelige The Celts: Blood, Iron and Sacrifice.
In juni 2023 presenteerde Roberts de vierdelige Channel 4-serie Ancient Egypt by Train with Alice Roberts. De serie was in juli 2023 te zien op Canvas (televisiezender).